# مرگ در ونیز
مرگ در ونیز (به آلمانی: Der Tod in Venedig) رمان کوتاهی از توماس مان، نویسندهٔ اهل آلمان است. مان این کتاب را پس از دیداری که در ۱۹۱۱ از ونیز داشت، در ۱۹۱۲ منتشر کرد.
شخصیت اصلی کتاب نویسنده‌ای است که دیگر توانایی نوشتن ندارد و به ونیز می‌رود. در آنجا عاشق پسر جوانی می‌شود و با آن که هرگز این دو باهم گفتگویی نمی‌کنند اما این عشق نویسنده را به حال دیگری از رهایی و اعتلای روحی می‌رساند. با همه‌گیری وبا در ونیز نویسنده نیز بیمار می‌شود.
این کتاب دوبار توسط حسن نکو روح و محمود حدادی به زبان فارسی ترجمه شده است.
لوکینو ویسکونتی در ۱۹۷۱ فیلمی بر پایه این رمان ساخت که شخصیت اصلی در آن به جای نویسنده٬ آهنگساز است.